# Tôi là Idol
Kirarin Revolution (Tiếng Nhật: きらりん☆レボリューション? Romaji: Kirarin Reboryūshon, Tiếng Anh: Sparkling Revolution) là một shōjo manga Nhật Bản được sáng tác bởi An Nakahara. Tiêu đề của series là tên đĩa đơn đầu tay của nhân vật chính, Kirari. Bộ truyện được phát hành trên hai tạp chí khác nhau được xuất bản bởi Shogakukan là Ciao bắt đầu từ tháng 3 năm 2004, và Pucchigumi bắt đầu vào năm 2006. Series kết thúc vào tháng 6 năm 2009. Nó đã giành được giải thưởng Manga Shogakukan 2007 cho manga dành cho trẻ em.
Một anime cùng tên do Nhật Bản và Hàn Quốc hợp tác sản xuất được công chiếu lần đầu vào ngày 7 tháng 4 năm 2006 tại Nhật Bản trên TV Tokyo và kéo dài 153 tập cho đến ngày 27 tháng 3 năm 2009. Bắt đầu từ tập 103, chương trình này chiếu ở High-Definition 16:9 với dạng hoạt hình 3D. Thời gian phát sóng của nó là 18: 00-18: 30 vào thứ Sáu.

## Cốt truyện
Kirarin Revolution kể về Kirari Tsukishima, một người đẹp 14 tuổi, không quan tâm đến thần tượng và thế giới giải trí vì tâm trí cô ấy bị chiếm bởi thức ăn. Sự ám ảnh của cô đối với thực phẩm chỉ khiến cô ấy không biết gì về tình yêu. Một ngày nọ, sau khi cứu một con rùa bị mắc kẹt trong cây, Kirari gặp một anh chàng đẹp trai và dịu dàng tên là Seiji, người đưa cho cô một vé tham dự một buổi hòa nhạc SHIPS (một nhóm nhạc thần tượng nổi tiếng) để bày tỏ lòng biết ơn của mình về việc cô cứu con vật cưng của mình. Tuy nhiên, khi Kirari xuất hiện tại buổi hòa nhạc, một chàng trai khác tên là Hiroto, xé tấm vé và cảnh báo cô ấy tránh xa Seiji, bởi vì cả hai đều sống trong những thế giới khác nhau. Kirari tức giận tìm cách vào buổi diễn, sau đó cô khám phá ra rằng Seiji và Hiroto thực sự là thành viên của SHIPS. Cuối cùng hiểu được ý nghĩa của "thế giới khác biệt", Kirari từ chối bỏ cuộc theo đuổi Seiji và tuyên bố rằng cô cũng sẽ trở thành một thần tượng. Tuy nhiên, trở thành một thần tượng đòi hỏi nhiều tấn công và tài năng. Đối mặt với những đối thủ và những vụ xì căng đan, Kirari quyết tâm xuất hiện như một thần tượng hàng đầu...

## Nhân vật chính

### Kirari Tsukishima (月 島 き ら り?Tsukishima Kirari)
Lồng tiếng bởi: Koharu Kusumi, lồng tiếng trong Drama CD: Miyu Matsuki, Mizuki Nana/Sayaka Senbongi (Vomic) (tiếng Nhật), Hồ Ngọc Hà (tiếng Việt)
Kirari là một cô gái 14 tuổi đang cố gắng trở thành một thần tượng, và lý do chính để trở thành một Idol là vì cô đã yêu Seiji, thành viên SHIPS và muốn đến gần anh hơn. Cô có tâm hồn ăn uống, và cô ấy rất vụng về, dày đặc, quá tin tưởng người khác. Mặc dù còn nhiều thiếu sót và thiếu tài năng cô vẫn cố gắng kiên trì vì sự giúp đỡ mà cô nhận được từ bạn bè và sự kiên cường bền bỉ của cô. Là một thần tượng, cô đã có được vô số bạn bè và người ủng hộ, nhưng mối quan hệ mạnh mẽ nhất của cô là với Hiroto và Seiji, những người luôn bảo vệ cô. Cô có một đặc điểm độc đáo của việc biến tất cả các thiết kế nghệ thuật thành hình nấm.
Trong suốt series, cô đã bị nhốt trong một tam giác tình yêu với Hiroto và Seiji. Ban đầu, cô ấy thích Seiji và nghĩ về anh ấy như hoàng tử của mình. Cô cố gắng làm những gì có thể để gây ấn tượng với anh. Thời gian trôi qua và cô ấy dành thời gian cho Hiroto, cô ấy bắt đầu yêu Hiroto. Trong manga, cuối cùng cô đã thú nhận tình yêu của mình với anh trong ngày hẹn hò đầu tiên
Trong anime, cô cũng là một thành viên của nhóm nhạc thần tượng Kira Pika bao gồm cô và Hikaru Mizuki, người có tài năng nhưng sợ hãi trên sân khấu. Sau đó, cô bắt đầu một nhóm khác gọi là Milky Way với hai cô gái khác là Noel và Kobeni.

### Naa-san (な ー さ ん?Nā-san)
Lồng tiếng bởi: Chigusa Ikeda, lồng tiếng trong Drama CD: Kumiko Higa
Mèo của Kirari. Là một con mèo nổi bật có thể may, nấu nướng, và làm các việc vặt khác. Naa-san đã nhận được sự công nhận về trí thông minh và khả năng ca hát của mình. Là nhân vật linh vật, anh ta giúp Kirari rất nhiều và bảo vệ cô khỏi nguy hiểm. Anh là một con mèo thiên tài xuất sắc trong cả tiếng Anh và toán học.

### Hiroto Kazama (風 真 宙 人?Kazama Hiroto)
Lồng tiếng bởi: Akio Suyama (tập 1-102), Takuya Ide (tập 103-153), Drama CD: Masaki Mimoto  (tiếng Nhật), Chánh Tín (tiếng Việt)
Là thành viên của ban nhạc thần tượng nổi tiếng, SHIPS. Anh trở thành một thần tượng khi anh cùng Seiji kết hợp năm 12 tuổi. Anh là anh cả trong số năm anh em, và phải chăm sóc cho các em trong thời gian bố mẹ đi xa.
Trái ngược với Seiji, người tốt bụng và dịu dàng, Hiroto thành thật và nghiêm khắc và đôi khi có vẻ hoài nghi với Kirari. Mặc dù anh ấy đối xử tệ với cô ấy, anh ấy thực sự quan tâm đến cô ấy và thích nhìn thấy nụ cười của cô. Mặc dù anh ấy ủng hộ tình cảm của Kirari cho Seiji trong suốt series, anh ấy thường lo lắng về cô ấy khi cô ấy đối mặt với những tình huống khó khăn và anh ấy thường là người giúp cô ấy. Anh ấy rất thông minh và tài năng trong công việc gia đình.
Anh dần dần thể hiện tình cảm với Kirari, và anh cũng ghen tị với những người khác như Cloudy, người đang cố gắng đến gần cô, và trong những dịp hiếm hoi, Seiji. Đến cuối manga, anh nhận ra những cảm xúc thật sự của mình đối với Kirari và đáp lại tình cảm của cô khi cô thú nhận. Trong manga, anh cũng hôn Kirari sau khi trở về từ New York.

### Seiji Hiwatari (日 渡 星 司?Hiwatari Seiji)
Lồng tiếng bởi: Souichiro Hoshi (tập 1-102), Shikou Kanai (tập 103-153), Drama CD: Wataru Hatano  (tiếng Nhật),  Đàm Vĩnh Hưng (tiếng Việt)
Là thành viên của ban nhạc thần tượng nổi tiếng SHIPS. Ở tuổi 12, Seiji đã trở thành một thần tượng khi anh hợp tác với Hiroto. Anh đến từ một gia đình rất giàu có, và cha mẹ anh không đồng ý với anh là một thần tượng và muốn anh kết hôn với con gái một gia đình giàu có khác. Trong suốt phần đầu của bộ truyện, anh không nhận ra tình cảm của Kirari vá đối xử với cô như em gái mặc dù anh ghen tị với sự gần gũi của cô với Hiroto ở tập 12.
Anh ấy có tình yêu sâu đậm với Kame-san và có một cái nhìn đầy sát nhân khi có thứ đổ vào đó. Khi đi quanh thành phố, anh cải trang thành một otaku.